# Rudolf Sandner
Rudolf Sandner (27. února 1905 Karlovy Vary – 9. března 1983 Obersdorf) byl československý politik německé národnosti a meziválečný poslanec Národního shromáždění za Sudetoněmeckou stranu.

## Biografie
Vychodil národní školu a pět tříd gymnázia. Vyučil se zahradníkem. Později byl smluvním úředníkem a nakonec se stal novinářem. Profesí byl členem hlavního vedení zaměstnanců. Podle údajů z roku 1935 bydlel v Chebu.
Od jejího založení roku 1933 byl funkcionářem SdP, nejprve v jejím tisku, později jako hlavní agitátor. Od Vánoc 1933 byl členem vedení strany. V letech 1936–1938 zastával funkci hlavního propagandisty SdP.
V parlamentních volbách v roce 1935 se za SdP stal poslancem Národního shromáždění. Krátce po volbách zastával funkci předsedy poslaneckého klubu strany. K roku 1936 je zmiňován jako člen užšího vedení Sudetoněmecké strany. Poslanecké křeslo ztratil na podzim 1938 v souvislosti se změnami hranic Československa.
Po roce 1938 zastával politické posty v Říšské župě Sudety. Roku 1945 se stal vedoucím župního úřadu NSDAP v Říšské župě Sudety. Byl členem SA a zasedl za NSDAP na Říšském sněmu v Berlíně.
Po válce byl československými úřady odsouzen na doživotí. V roce 1955 byl vyhoštěn z Československa. Žil v Bavorsku. Byl aktivní v politické straně Gesamtdeutscher Block/Bund der Heimatvertriebenen und Entrechteten (GB/BHE). Za ni neúspěšně kandidoval v roce 1957 na Německý spolkový sněm.